# 戴芳澜

戴芳瀾院士

戴芳瀾院士和夫人

戴芳澜（1893年5月3日—1973年1月3日），字观亭，男，湖北江陵人，中国植物病理学家、真菌学家，中国植物病理学与真菌学的主要奠基人。中央研究院院士，中国科学院院士。

## 生平
1910年前後在上海震旦中學學習，1913年結業於北京清華學校留美預備班，1914一1919年在美國威斯康新大學、康奈爾大學和哥倫比亞大學研究生院專攻植物病理學和真菌學。1934一1935年再度赴美，在紐約植物園和康奈爾大學研究真菌遺傳學等。
曾参与发起中国植物病理学会，担任中国科学院微生物研究所所长，为近代真菌学和植物病理学在中国的形成和发展起了开创和奠基的作用。1948年，当选为中央研究院第一屆院士。
1949年後，1952年院校合併，成立北京農業大學，戴芳瀾任北京農業大學植物病理學系教授。1953年兼任中國科學院植物研究所真菌病害研究室主任，1956年任中國科學院應用真菌學研究所所長。從1959年起，他不再兼任北京農業大學的教授而專任中國科學院微生物研究所所長兼真菌研究室主任。
1966年文革期間，檢討書屢次修改不過，多次受到批判。近耄耋之年被驅離北京接受改造。1973年1月3日離世，終年80歲。